# Compagnie royale d'assurances maritimes
La Compagnie royale d’assurances maritimes est une compagnie d'assurance française fondée en 1817 par Benjamin Delessert. Cette compagnie proposait également différentes formules d’assurance au public (incendie, vol, vie). 

## Histoire
En 1815, il n'existe plus en France aucune compagnie d'assurances. Les sociétés créées sous l'Ancien régime ont disparu. Des voyages en Angleterre convainquent certains hommes d'affaires de la nécessité de faire revivre cette industrie. Fin 1816, les plus grands banquiers de Paris décident  de fonder une compagnie d'assurances maritimes qui reçoit le nom générique de « Compagnie royale ». L'extension de ses opérations aux autres branches de l'assurance ayant paru difficile, la société est réorganisée en 1820, et reparaît sous la forme de trois sociétés : Royale-Vie, Royale-Incendie et Royale-Maritime. Les tempêtes de 1822 provoquent la chute de la branche maritime.